# Josef Baumtrog
Josef Baumtrog (* 1873 in Mariental, Oblast Saratow; † 1921 in Kamyshin, Oblast Wolgograd) war ein deutsch-russischer römisch-katholischer Geistlicher und Märtyrer. 

## Leben
Josef Baumtrog, älterer Bruder von Augustin Baumtrog, stammte aus einer wolgadeutschen Familie des Bistums Tiraspol. Er besuchte das Priesterseminar in Saratow und wurde 1896 zum Priester geweiht. Von 1897 bis 1915 war er Pfarrverweser und Pfarrer in Semjonowka (auch: Semenowka, Röthling), zugehörig zu Kamenka (zugehörig zu Frank). Im zaristischen Russland war er Mitglied der Bezirksduma. 1921 wurde er in Kamyshin von bolschewistischen Truppen erschossen.

## Gedenken
Die Römisch-katholische Kirche in Deutschland nahm Pfarrer Josef Baumtrog als Märtyrer in das deutsche Martyrologium des 20. Jahrhunderts auf.